# قایق‌های ماری

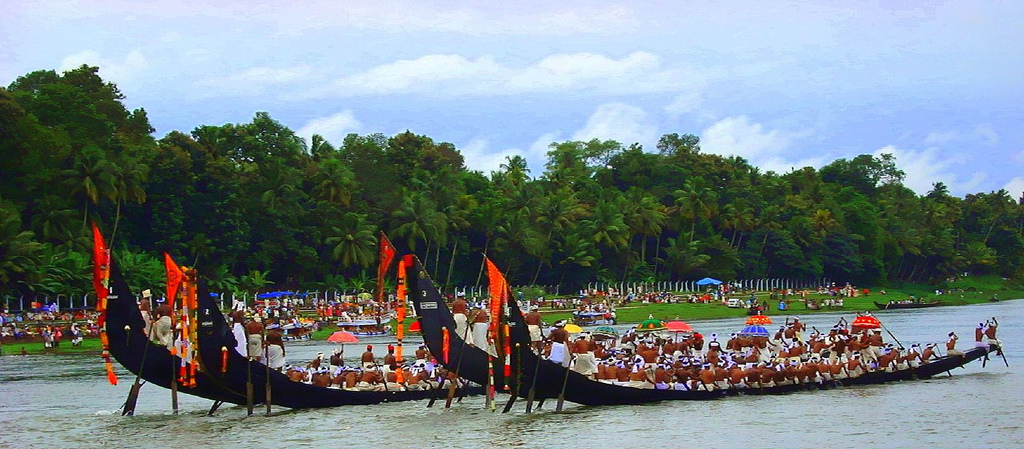
قایق‌های ماری در مسابقات آرانمولا اوتراتاتی.

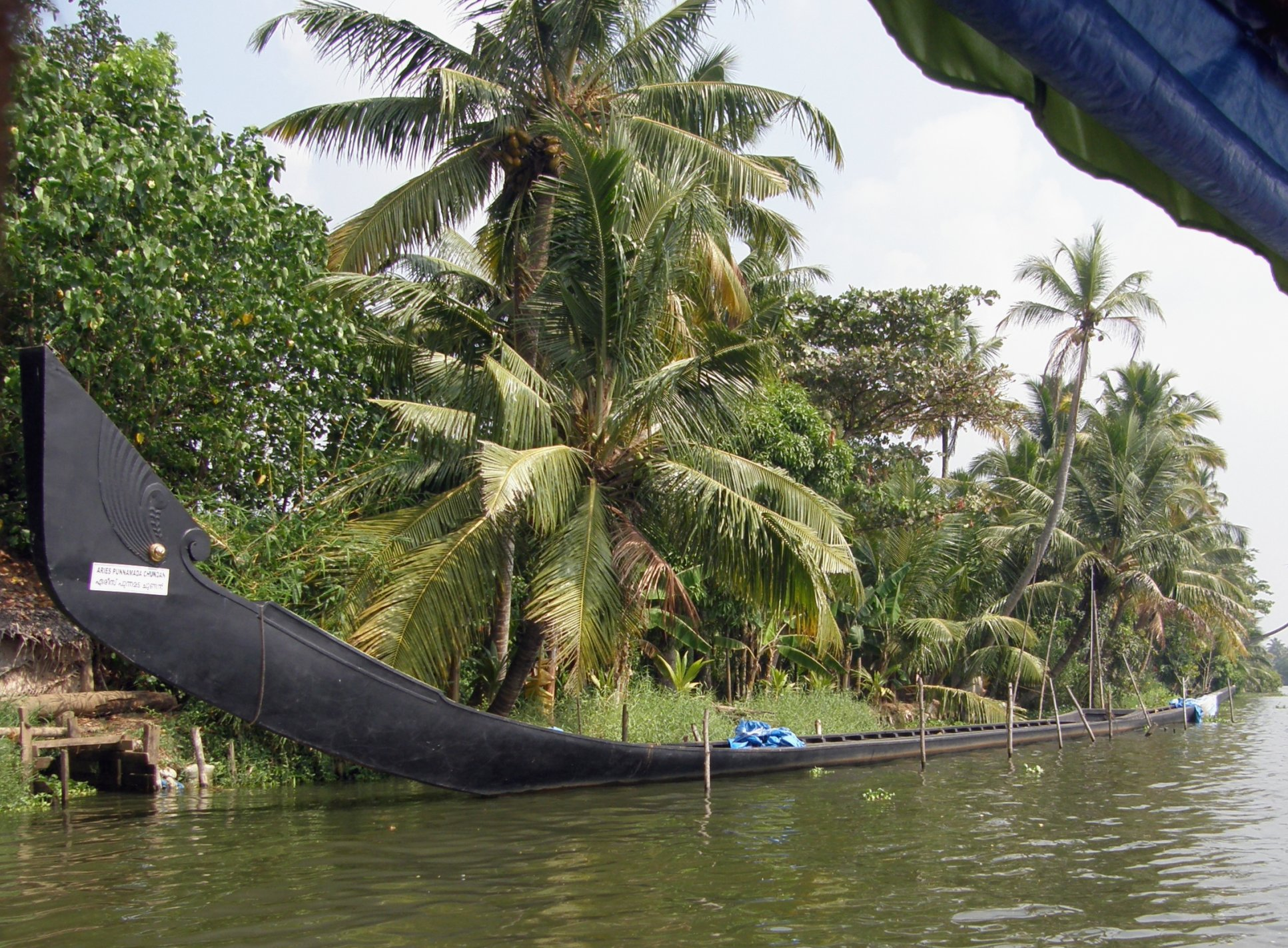
قایق ماری

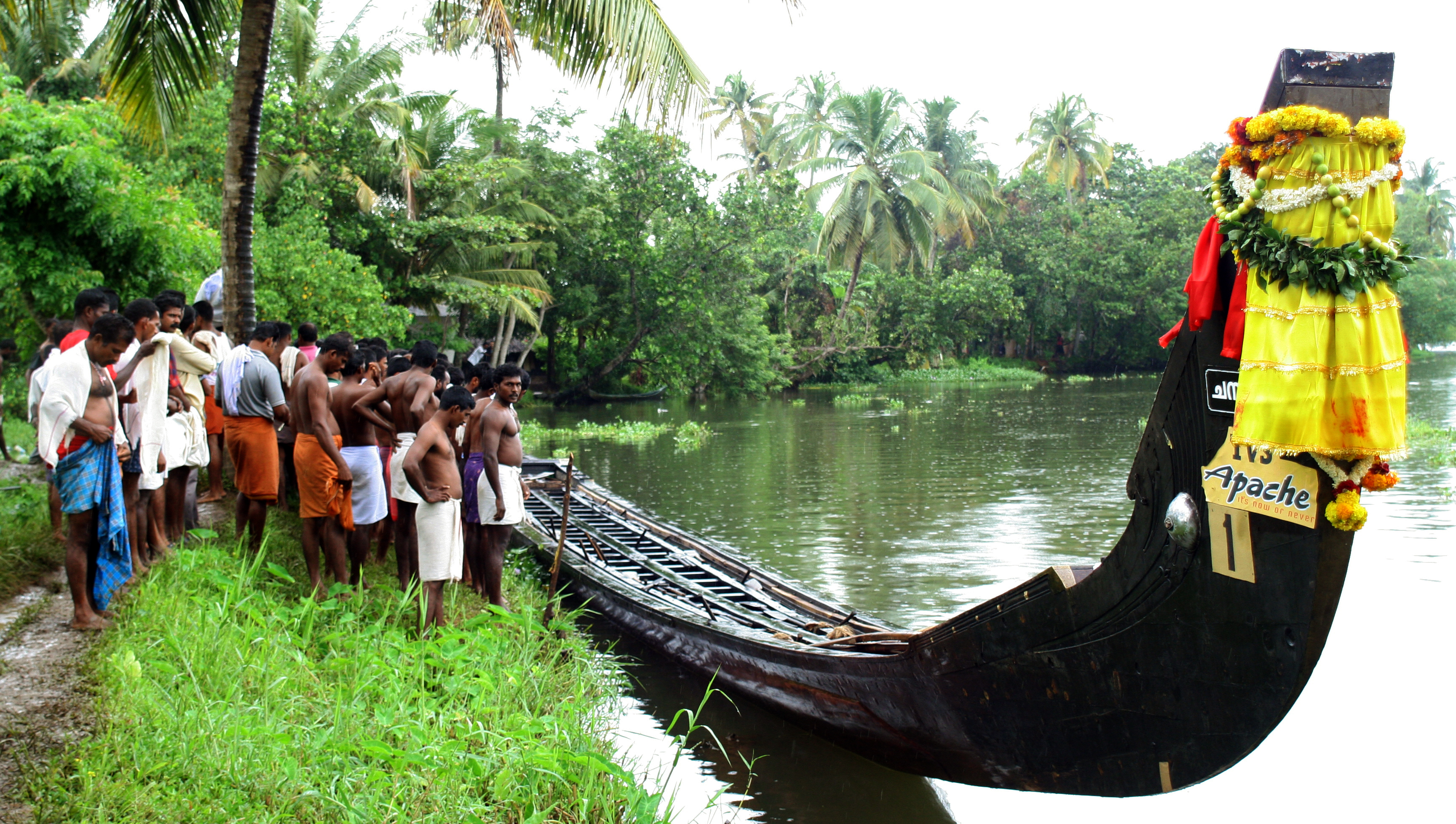
آماده‌سازی قایق ماری

قایق‌های ماری یکی از نمادهای فرهنگی ایالت کرالا در جنوب هند هستند که در جشنواره‌های مسابقه قایقرانی محلی از آن‌ها استفاده می‌شود.
در زبان محلی به آنها «چوندان والام» (به زبان مالایالم: ചുണ്ടൻ വളളം) گفته می‌شود که به معنی «قایق منقاردار» است اما در سطح بین‌المللی این قایق‌ها به نام «قایق‌های ماری کرالا» مشهورند. نام محلی مسابقاتی که با این قایق‌ها برگزار می‌شود نیز والام کالی است.
این قایق‌ها مطابق با مشخصات گرفته شده از کتاب «واستو شاسته» (دانش معماری)، یک رساله باستانی برای ساخت قایق‌های چوبی ساخته می‌شوند و طول آن‌ها از ۱۰۰ تا ۱۳۸ فوت متغیر است. در طراحی این قایق‌ها، قسمت عقب تا ارتفاعی در حدود ۲۰ فوت بالا می‌آید، و یک قسمت جلویی شکلی بلند و مخروطی دارد که شبیه به یک مار با سرپوش بالا رفته است. بدنه این قایق‌ها از تخته‌هایی به طول دقیق ۸۳ فوت و عرض شش اینچ ساخته شده‌اند. این قایق‌ها نمونه خوبی از تبحر «ویشوَکَرمه» باستانی در معماری دریایی هستند.

## آداب و رسوم
به‌طور سنتی هر قایق متعلق به یک روستاست و روستاییان آن قایق را مانند یک وجود ایزدی می‌پرستند. فقط مردان مجاز به لمس قایق هستند و برای نشان دادن احترام باید پابرهنه باشند. برای اینکه قایق در حین حرکت در آب بلغزد، جذب آب آن کم شود و مقاومت کمتری در پوسته ایجاد شود، قایق را با مخلوطی از روغن ماهی، خاکستر پوسته نارگیل و تخم مرغ می‌اندایند. کار تعمیر سالانه توسط درودگر روستا انجام می‌شود.
ناخدای هر یک از قایق‌ها، کدخدای یکی از روستاها است. یک سکاندار و سه پاروزن اصلی او را همراهی می‌کنند. نیروی کار اصلی شامل ۶۴ یا گاهی اوقات ۱۲۸ پاروزن است، که دو به دو در طول قایق در یک ردیف می‌نشینند و نوعی چیدمان هنری ۶۴ نفره درست می‌کنند. همگی آن‌ها هماهنگ با ضرباهنگ آوازهای محلی جاشوها (معروف به وانچی‌پاتو) پارو می‌زنند.
حدود ۲۵ خواننده هم در وسط قایق و در میان پاروزن‌ها نشسته‌اند و صدای خود را به این ضرباهنگ قدرتمند اضافه می‌کنند.
در نیمه دوم قایق، یک سکو وجود دارد که به هشت نفر اجازه می‌دهد تا بایستند و نمایندگان «هشت خدای پاسبان» (اشته‌دیکپلکه‌ها) باشند و آوازها را به رهبری یک سرودخوان با صدای بلند بخوانند.